# Xã Cedar Falls, Quận Black Hawk, Iowa
Xã Cedar Falls (tiếng Anh: Cedar Falls Township) là một xã thuộc quận Black Hawk, tiểu bang Iowa, Hoa Kỳ. Năm 2010, dân số của xã này là 315 người.